# Casasola
Casasola – gmina w Hiszpanii, w prowincji Ávila, w Kastylii i León, o powierzchni 18,36 km². W 2011 roku gmina liczyła 88 mieszkańców.